# Сергий Български
Патриарх Сергий е български патриарх. Споменат трети в реда на преславските патриарси в Бориловия синодик от 1211 г. след патриарх Димитрий, първия български патриарх, признат от Константинапол в 927 г. Данните за живота и служението му са оскъдни. Негов наследник според Бориловия синодик е патриарх Григорий.